# Akiko Kojima
Akiko Kojima (児島 明子) (Tokyo, 29 ottobre 1936) è una modella giapponese, incoronata Miss Universo 1959.

## Biografia
Prima Miss Universo proveniente dall'Asia, Akiko Kojima era una modella ventiduenne proveniente da Tokyo quando fu incoronata la nona Miss Universo il 24 luglio 1959 a Long Beach. In precedenza era stata eletta Miss Giappone.
Dopo il suo anno di regno Aiko Kojima sposò Akira Takarada, famoso per i film su Godzilla della Toho sin dal 1954.
Quaranta anni dopo, è stata eletta la seconda Miss Universo giapponese, Riyo Mori, vincitrice del titolo nel 2007.